# Futuro imperfetto (album)
(punkadeka-it)
Futuro imperfetto è l'ottavo album del gruppo punk italiano Punkreas, pubblicato il 4 aprile 2008 dalla Canapa Records.
Subito dopo l'uscita del disco la band partì per un tour che ha toccato, tra le altre città, Cagliari, Torino, Roma, Padova e Firenze.

## Critica
L'album tratta vari temi, tra cui la censura nella televisione, l'adozione alle coppie gay, l'uso del doping nel ciclismo e il liberismo.
Il suono, pur rimanendo potente, è meno sporco del passato ed oltre a presentare le consuete influenze ska, presenta somiglianze con il nu metal.

## Tracce
1. Non cambio mai – 3:01
2. Ho bevuto la droga – 2:52
3. Mondo moderno – 2:55
4. Family gay – 2:53
5. Dritto in faccia – 2:59
6. Tyson rock – 3:08
7. Ultima spiaggia – 3:27
8. Cuore nero – 4:15
9. La spesa – 3:11
10. Life is now – 3:40
11. Io sono qua – 3:03
12. E così sia – 3:09

## Formazione
- Cippa - voce
- Flaco - chitarra
- Noyse - chitarra
- Paletta - basso e voce
- Gagno - batteria